# Tomáš Pešina z Čechorodu
Tomáš Jan Pešina z Čechorodu (ur. 19 grudnia 1629 w Počátkach, zm. 3 sierpnia 1680 w Pradze) – czeski pisarz, historyk i duchowny katolicki, jeden z wybitniejszych przedstawicieli literatury czeskiej w okresie baroku.

## Życiorys
Pochodził z rodziny mieszczańskiej zajmującej się rzeźnictwem. Od 1643 uczył się w szkołach jezuickich w Jindřichowym Hradcu, a od 1648 w Pradze. Po ukończeniu studiów uzyskał tytuł magistra sztuk wyzwolonych i bakałarza teologii. 
W 1653 otrzymał święcenia kapłańskie, a dwa lata później został dziekanem w Kostelcu. W 1657 mianowano go dziekanem w Litomyślu, następnie (1658) - wikariuszem biskupim w rejonie Chrudimia. W 1663 został kanonikiem Litomierzyckim i wyszehradzkim przy kolegiacie św. Piotra i Pawła. W 1665 otrzymał godność kanonika praskiego przy katedrze św. Wita, a w 1668 tytuł radcy cesarskiego i Hofpfalzgrafa. W roku 1670 został wikariuszem generalnym, a wkrótce potem dziekanem kapitulnymm. W 1674 objął urząd biskupa pomocniczego praskiego ze stolicą tytularną Smederevo (Semendria).
Zmarł na dżumę w wieku niespełna 51 lat. Został pochowany na cmentarzu Małostrańskim na Malej Stranie.

## Twórczość

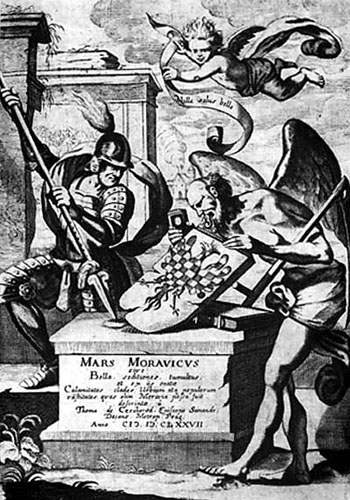
Strona tytułowa Mars Moravicus… z 1677

Tomáš Pešina z Čechorodu, podobnie jak Bohuslav Balbín, oprócz działalności duszpasterskiej zajmował się studiami historycznymi i krajoznawczymi. Był też obrońcą języka czeskiego i przeciwnikiem germanizacji.
Dzieła:
- Mapa lanšperského panství – zawiera charakterystykę składu etnicznego ludności dóbr lansperskich (na terenie obecnego powiatu Uście nad Orlicą) i postulat, by głoszono kazania w języku czeskim
- Moravopis – pięciotomowe dzieło o Morawach (1663)
- Ucalegon Germaniae, Italiae et Poloniae Hungaria, flama belli Turcici ardens – opis podbojów tureckich i ostrzeżenie przed niebezpieczeństwem osmańskim[1].
- Phosphorus septicornis – o katedrze św. Wita
- Thesaurus in lucem procractus S. Mercurius – traktat o zabytkach i relikwiach katedry św. Wita
- Mars Moravicus. Sive bella horrida et cruenta, seditiones, tumultus, praelia, turbae & ex ijs enatae crebrae et funestae rerum mutationes, dirae calamitates, incendia, clades, agrorum depopulationes, urbium vastitates, aedium sacrarum et prophanarum ruinae, arcium et oppidorum eversiones, pagorum cineres, populorum excidia, & alia id genus mala, quae Moravia hactenus passa fuit – kronika w pierwszej części pisana pod silnym wpływem Václava Hájka z Libočan i Jana Skáli z Doubravky, w drugiej – z silną wymową patriotyczną, ukazuje m.in. bitwę na Białej Górze (wyd. 1677, łac.)
- Prodromus moraviographiae – podstawowe informacje etnograficzne i krótki przegląd dziejów Moraw (wyd. 1663)

Brał udział w tłumaczeniu Martyrologium, które przy jego wsparciu ukazało się jako Martyrologium aneb Pašionál svaté římské církve.

## Literatura przedmiotu
- Václav Vladivoj Zelený, Tomáš Pešina z Čechorodu, Praga 1884